# سام بلاكويل
سام بلاكويل (بالإنجليزية: Sam Blackwell)‏ هو سياسي أمريكي، ولد في 31 أغسطس 1930 في سوبريور في الولايات المتحدة. حزبياً، نشط في الحزب الديمقراطي. وقد انتخب عضو مجلس نواب وايومنغ.